# The Gibson Girl
The Gibson Girl (oprindelig titel The Gibson Goddess) er en amerikansk komediestumfilm fra 1909 instrueret af D. W. Griffith med Marion Leonard i hovedrollen.

## Medvirkende
- Marion Leonard - Nanette Ranfrea
- Kate Bruce - på fortovet
- Arthur V. Johnson - en beundrer
- James Kirkwood - en beundrer
- George Nichols - Chef for strandhuset
- Anthony O'Sullivan - Kommandør Fitzmaurice
- Mary Pickford - på fortovet
- Billy Quirk - en beundrer
- Gertrude Robinson - på fortovet
- Mack Sennett - en beundrer
- J. Waltham - en beundrer
- Dorothy West - en stuepige

## Handling
En smuk kvinde - en "Gibson Girl" - fra byens societycirkler er taget til et strandhotel for at få en rolig pause fra sit storbyliv. Hun har alene sin stuepige med. Men mændene på feriestedet bliver betaget af hendes skønhed og elegance og kvinderne bliver jaloux. Hun kan ikke gå en tur på stranden eller i parken uden at et følge af mænd er efter hende. Stuepigen lægger en snedig plan: For at skræmme beundrerne væk, hjælper hun heltinden med at tage et sæt strømper på foret med vat, der får hendes ben til at se misdannede ud. Da mændene ser hendes grimme ben flygter de - men en enkelt beundrer, kommandør Fitzmorris lader sig dog ikke skræmme af det skrækkelige syn. Da kvinden fjerner strømperne går den rette sammenhæng op for de øvrige mænd, der selvfølgelig bliver skuffede, men kommandør Fitzmorris er den udvalgte, og de andre mænd får den kolde skulder af kvinden og af de øvrige kvinder på stedet.